# Communauté de communes du Plateau Beauceron
Die Communauté de communes du Plateau Beauceron  ist ein ehemaliger französischer Gemeindeverband mit der Rechtsform einer Communauté de communes im Département Loiret in der Region Centre-Val de Loire. Sie wurde am 9. Dezember 2004 gegründet und umfasste 10 Gemeinden. Der Verwaltungssitz befand sich im Ort Sermaises.

## Historische Entwicklung
Mit Wirkung vom 1. Januar 2017 fusionierte der Gemeindeverband mit
- Communauté de communes de Beauce et du Gâtinais sowie
- Communauté de communes Le Cœur du Pithiverais

und bildete so die Nachfolgeorganisation Communauté de communes du Pithiverais.

## Ehemalige Mitgliedsgemeinden
1. Audeville
2. Autruy-sur-Juine
3. Césarville-Dossainville
4. Engenville
5. Intville-la-Guétard
6. Morville-en-Beauce
7. Pannecières
8. Rouvres-Saint-Jean
9. Sermaises
10. Thignonville